# Dendrobium oblongimentum
Dendrobium oblongimentum är en orkidéart som beskrevs av Takahide Hosokawa och Noriaki Fukuyama. Dendrobium oblongimentum ingår i släktet Dendrobium, och familjen orkidéer. Inga underarter finns listade i Catalogue of Life.